# Catherine Vautrin
Catherine Vautrin (nacida 26 de julio de 1960 en Reims) es una política y activista local francesa, secretaria de estado y ministra delegada, Vicepresidenta de la Cámara Baja del Parlamento, en 2024 ministra de Trabajo, Salud y Solidaridad, en 2024 ministra de Asociación Territorial y descentralización, a partir de 2024 ministra de Trabajo, Salud, Solidaridad y Familia.[cita requerida]

## Biografía
Realizó estudios de derecho, tras lo cual trabajó en el ámbito empresarial, incluyendo: en el consorcio americano Cigna. De 1983 a 1999 fue concejala de Reims, y fue reelegida para ese mismo ayuntamiento en 2008. De 1999 a 2002 fue miembro del Consejo Regional de Champaña-Ardenas.[cita requerida]
En 2002, fue elegida diputada a la Asamblea Nacional por la segunda circunscripción del departamento de Marne. En marzo de 2004 fue nombrada secretaria de estado de Asuntos Exteriores del Gobierno. Integración e igualdad de oportunidades (en el Ministerio de Trabajo). Posteriormente ocupó el mismo cargo en el ministerio de Salud. De junio de 2005 a mayo de 2007 fue ministra delegada de Asuntos Exteriores en el gabinete de Dominique de Villepin. Unidad social y paridad. En las elecciones de 2007, fue elegida parlamentaria por segunda vez (en representación de la Unión por un Movimiento Popular, transformada en Los Republicanos en 2015). En 2008 asumió el cargo de Vicepresidenta de la Asamblea Nacional del 13º período. En las elecciones parlamentarias de 2012, fue reelegida como diputada  y mantuvo su mandato parlamentario hasta 2017. Ese mismo año fue elegida presidenta de la asociación metropolitana del Gran Reims. Posteriormente renunció al Partido Republicano. 
En 2022, asumió la presidencia de la Agencia Nacional de Renovación Urbana (ANRU). Se involucró con el entorno político de Emmanuel Macron.